# Musée des Beaux-Arts de Calais
Le musée des Beaux-Arts de Calais, anciennement musée des Beaux-Arts et de la Dentelle de Calais, est un musée d'art situé à Calais dans le département du Pas-de-Calais. Il est labellisé « musée de France ».

## Historique
Le musée des Beaux-Arts et de la Dentelle de Calais, réalisé sur les plans de l'architecte Paul Pamart  (d) est inauguré en 1966. Il devient le musée des Beaux-Arts de Calais en juin 2009, la collection dentelle étant transférée à la cité internationale de la dentelle et de la mode de Calais.

## Collections
Parmi les artistes représentés, surtout français, flamands et hollandais, se trouvent Gerrit van Honthorst, Balthasar van der Ast, Frans Snyders, Giuseppe Recco, Alessandro Magnasco, Pierre-Antoine Patel, Eugène Boudin, Maurice Marinot, Pierre Hodé ou encore Pablo Picasso avec Le Vieil Homme (1970), l'École de Paris avec Raymond Guerrier.

### Œuvres
- Olga Boldyreff, Voyage et autres investigations.
- William Cooke, Calais vu de la mer, 1839, huile sur toile.
- Félix Del Marle, Tableau relief, 1947, huile sur plâtre.
- Alfred Georges Regner, L'Éminence grise.
- Alfred Georges Regner :
  - Le Monde des boudragues ;
  - 91 gravures, 4 tirages sur gaufrage.
- Jeanne Thil

## Expositions temporaires
- « L’Art est un sport de combat », d'avril à septembre 2011[1].
- « Jean Roulland », de juin 2013 à janvier 2014[2].
- « Le Baiser - De Rodin à nos jours », du 8 avril au 17 septembre 2017[3].

## Distinction
Le musée est labellisé « musée de France » en 2003.